# 離山県
離山県（りざん-けん）は中華人民共和国山西省にかつて存在した県。現在の呂梁市の一部に相当する。
1954年、離石県と方山県が合併し成立した。1958年には再分割され消滅している